# يجور كوزميتش ليجاتشيوف
يجور كوزميتش ليجاتشيوف (بالروسية: Егор Кузьмич Лигачёв) (29 نوفمبر 1920 - 7 مايو 2021) سياسي سوفيتي. خلال فترة إعادة البناء البريسترويكا التي أطلقها الزعيم السوفيتي الأخير ميخائيل جورباتشوف، كان يجور ليجاتشوف يحسب على الجانب المحافظ من أعضاء المكتب السياسي للحزب الشيوعي السوفيتي.
في روسيا الاتحادية، استمر يجور ليجاتشيوف في نشاطه السياسي، وأصبح عضوًا في اللجنة المركزية للحزب الشيوعي الروسي منذ 1993، كما انتخب لعضوية مجلس الدوما الروسي ثلاث مرات إلى أن خسر مقعده لمصلحة مرشح حزب روسيا الموحدة في 2003.

## النشأة
وُلد ليجاتشيوف في 29 نوفمبر 1920 في قرية تدعى دوبينكينو كاينسكي في تومسك، الآن تسمى تشولمسكي في نوفوسبيرسك. بين عامي 1938 و1943 التحق بمعهد موسكو للطيران وحصل على درجة مهندس. انضم إلى الحزب الشيوعي في عمر 24 في عام 1944، ودرس لاحقًا في المدرسة العليا للحزب في 1951.

## المسيرة السياسية
بدأت مسيرة ليجاتشيوف السياسية في موطنه السيبيري وأخذته إلى بعض أعلى المراكز في الحزب الشيوعي. وقد عُد الرجل الثاني بعد جورباتشوف، حيث تقلد مناصب هامة مثل السكرتير للشؤون الأيديولوجية. إلا أنه فقد مركزه في 1990، عام قبل تفكك الاتحاد السوفيتي، واستقال في المؤتمر 28 للحزب الشيوعي. كان ليجاتشيوف من منتقدي بوريس يلتسن، إلا أنه يُقدَم أكثر على أنه المنتقد الرئيسي لجورباتشوف.

### في الاتحاد السوفيتي
نال ليجاتشيوف أول مناصبه الكبرى في 1961، حينما بدأ العمل في اللجنة المركزية للحزب الشيوعي السوفيتي. في 1965، أصبح السكرتير الأول للحزب في تومسك، سيبيريا. وخلال عمله هناك، قاد التغطية على مقبرة جماعية تعود لعهد ستالين في كولباشيفو. استمر ليجاتشيوف في هذا المنصب حتى 1983، حيث نال عناية يوري أندروبوف وأصبح رئيس قسم التنظيم الحزبي وسكرتيرًا للجنة المركزية.
في 1966، انتخب ليجاتشيوف ليصبح عضوًا مرشحًا في اللجنة المركزية، وبعد عشر سنوات في 1976 أصبح عضوًا كامل العضوية. عندما أصبح جورباتشوف أمينًا عامًا في 1985، ترقى ليجاتشيوف ليصبح سكرتيرًا ذا صلاحيات أعلى، وعُد في ذلك الحين واحدًا من الحلفاء الرئيسيين لجورباتشوف: إذ ساعد على تنظيم الفريق الداعم لجورباتشوف سعيًا لأن يخلف جورباتشوف أندروبوف في 1984، إلا أن هذه المساعي أخفقت (حيث أصبح قسطنطين تشيرنينكو مرشحًا). صار ليجاتشيوف رئيسًا لسكرتارية الحزب.
دعم ليجاتشيوف الإصلاح في الاتحاد السوفيتي وساند جورباتشوف في البداية؛ إلا أن سياسات جورباتشوف المسماة بريسترويكا (إعادة البناء) وجلاسنوست (الشفافية) بدأت تبدو كما لو كانت تمثل سياسات اشتراكية ديمقراطية، حينها ابتعد ليجاتشيوف عن جورباتشوف، وبحلول 1988 أصبح قائدًا لفصيل محافظ معاد لجورباتشوف بين السياسيين السوفيت. خلال هذه الفترة، بدأ ليجاتشيوف يردد عبارة اشتهر بترديدها، وهي «بوريس، أنت مخطئ» في إشارة إلى أفكار بوريس يلتسن السياسية. خدم ليجاتشيوف في المكتب السياسي بين 1985 و1990. وبعدما ألقى خطابات انتقد فيها جورباتشوف، أصبح سكرتيرًا للزراعة في 30 سبتمبر 1988 بعد أن كان يشغل منصب سكرتير الأيديولوجية المرموق، ما اعتبر إنزالًا من رتبته.
في المؤتمر 28 للحزب الشيوعي في 1990، انتقد ليجاتشيوف جورباتشوف لتجاوزه الحزب عبر منصبه الرئاسي، وصرح بأن الشفافية (جلاسنوست) قد تجاوزت الحدود. وخلال هذا المؤتمر تحدى ليجاتشيوف جورباتشوف على منصب السكرتير العام، ليمثل المرشح اللينيني. وبعد خسارته، غادر المكتب السياسي إلى تقاعد مؤقت.